# Catedral de Skara

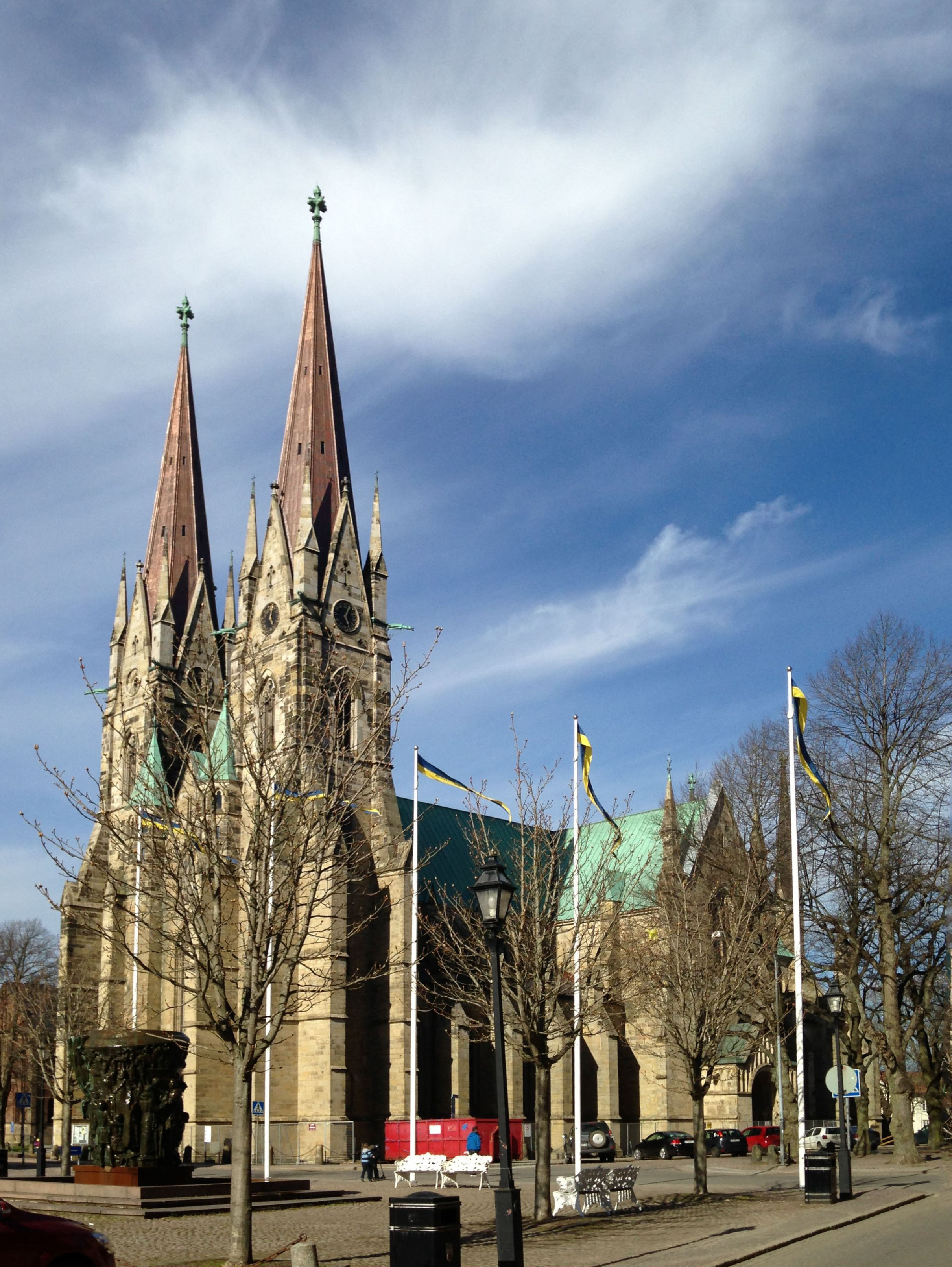
Catedral de Skara.

La catedral de Skara (en sueco: Skara domkyrka) [58°23′12″N 13°26′36″E / 58.38667, 13.44333] es una iglesia-catedral en la ciudad sueca de Skara. Es sede del obispo de la Iglesia de Suecia en la Diócesis de Skara.
Su historia se remonta al siglo XI, aunque su apariencia actual la obtiene en el siglo XIII cuando comienza a ser citada frecuentemente. La iglesia tiene una cripta medieval, que fue descubierta en 1949, tras haberse llevado a término excavaciones debajo de elementos que se remontaban al siglo XIII. Una sepultura, conteniendo restos mortales, fue hallada en la cripta que se encuentra en la parte más antigua (siglo XI) de la catedral.
La iglesia mide 65 metros de largo y sus torres poseen una altura de 63 metros.
La catedral de Skara sufrió daños y fue restaurada en varias oportunidades (incluyendo las guerras con Dinamarca y los incendios de la ciudad especialmente los que tuvieron lugar durante el siglo XVIII).